# Lygrus longicornis
Lygrus longicornis là một loài bọ cánh cứng trong họ Cerambycidae.